# Referendum sull'accordo di pace in Colombia del 2016
Il referendum sull'accordo di pace in Colombia del 2016 si tenne il 2 ottobre ed ebbe ad oggetto l'approvazione del primo accordo di pace tra il governo della Colombia e l'organizzazione guerrigliera Forze Armate Rivoluzionarie della Colombia - Esercito del Popolo (FARC-EP). Il 50,2% dei partecipanti al voto ha espresso la propria contrarietà all'approvazione dell'accordo.

## Esito
| Risultati        | Preferenze | Percentuale su voti validi | Percentuale su votanti | Percentuale su elettori |
| ---------------- | ---------- | -------------------------- | ---------------------- | ----------------------- |
| Sì               | 6 382 901  | 49,8%                      | 48,9%                  | 18,3%                   |
| No               | 6 438 552  | 50,2%                      | 49,3%                  | 18,4%                   |
| Voti validi      | 12 821 453 | 100,0%                     | 98,2%                  | 36,7%                   |
| Schede bianche   | 72 875     | —                          | 0,6%                   | 0,2%                    |
| Schede nulle     | 168 589    | —                          | 1,3%                   | 0,5%                    |
| Totale votanti   | 13 062 917 | —                          | 100,0%                 | 37,4%                   |
| Corpo elettorale | 34 899 945 | —                          | —                      | 100,0%                  |